# Очор
Очор (на руски: Очёр) е град в Русия, административен център на Очьорски район, Пермски край. Населението му е към 1 януари 2018 г. е 14 226 души.